# Govone
Govone är en ort och kommun i provinsen Cuneo i regionen Piemonte i Italien. Kommunen hade 2 217 invånare (2018).